# Bhairanakoppa, Shimoga
Bhairanakoppa là một làng thuộc tehsil Shimoga, huyện Shimoga, bang Karnataka, Ấn Độ.